# Carex radicina
Carex radicina är en halvgräsart som beskrevs av Zheng Ping Wang. Carex radicina ingår i släktet starrar, och familjen halvgräs. Inga underarter finns listade i Catalogue of Life.